# Tempio di Venere (Pompei)
Il tempio di Venere è un tempio di epoca romana, sepolto dall'eruzione del Vesuvio del 79 e ritrovato a seguito degli scavi archeologici dell'antica Pompei: era il tempio dove veniva venerata la divinità protettrice della città, nonché uno dei più sontuosi.

## Storia e descrizione

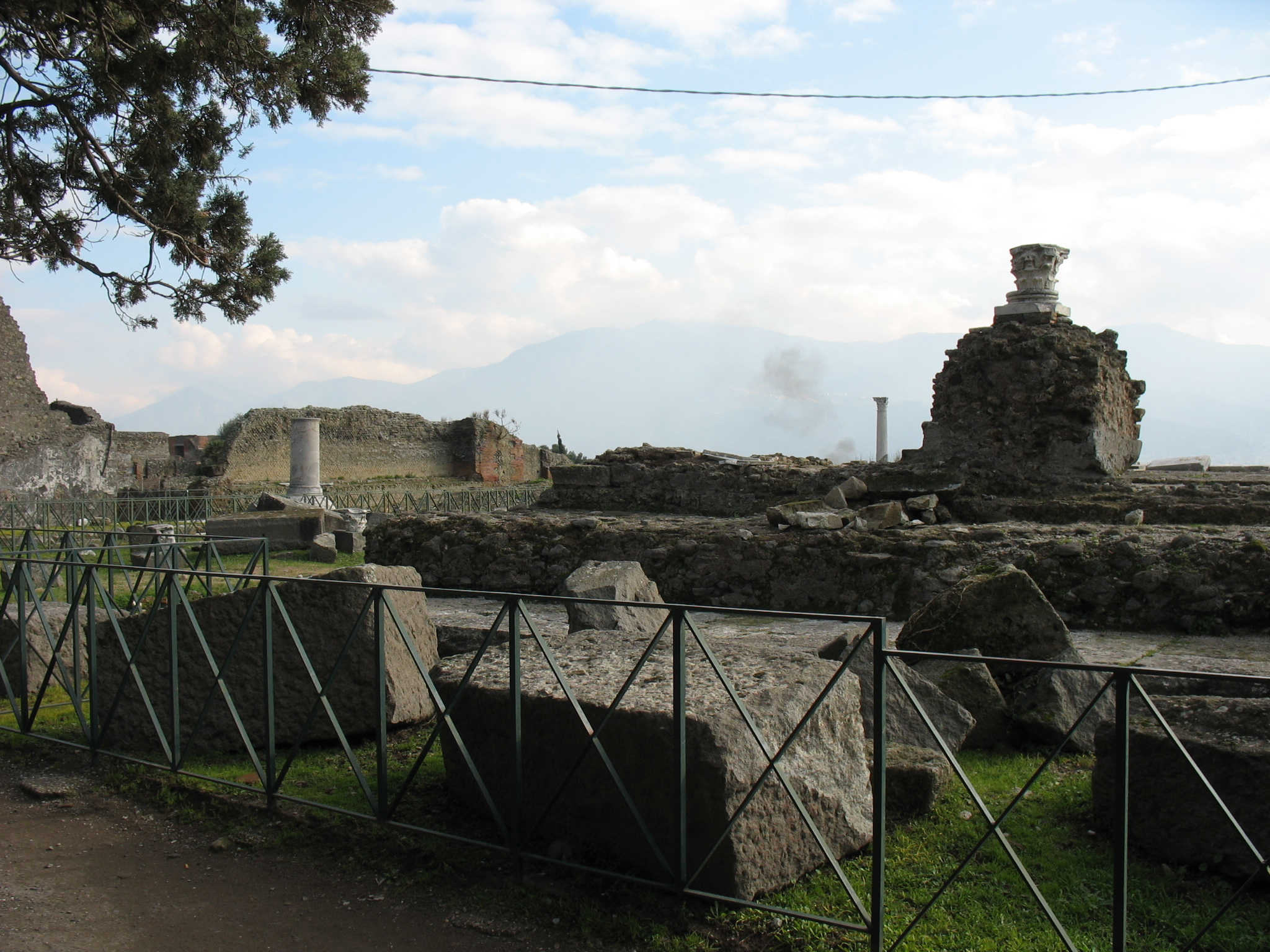
Il podio

La costruzione del tempio di Venere, in posizione panoramica sulla pianura circostante e sul golfo di Napoli, risale al periodo immediatamente dopo la fondazione di Pompei come colonia romana, nel periodo che seguì la conquista da parte di Lucio Cornelio Silla; originariamente in città era presente un altro tempio dedicato alla Venus Fisica, riconducibile o ad Afrodite o ad Astarte. Per la sua costruzione, tra Porta Marina e la Basilica, fu necessario abbattere numerose case, eccetto alcune lungo il pendio meridionale utilizzate dai sacerdoti. Subì notevoli danni a seguito del terremoto di Pompei del 62, ma anziché chiuderlo per permettere il restauro si decise la costruzione di una piccola edicola votiva in modo da continuare a svolgere le normali attività durante i lavori. Tuttavia nel 79, prima del termine del restauro, fu sepolto sotto una coltre di ceneri e lapilli dall'eruzione del Vesuvio; esplorato durante l'epoca borbonica, era già stato completamente depredato precedentemente di tutti gli arredi marmorei.
Il tempio, cinto da possenti muri perimetrali, ampliati durante l'epoca giulio-claudia, disponeva di un ingresso nell'angolo nord-est ed uno secondario nella parte orientale; la struttura, sviluppata lungo l'asse nord-sud, era completamente circondata da colonne: due file sul lato est ed ovest ed una su quello nord, mentre erano assenti sul lato sud; un altro colonnato fu costruito durante l'epoca sillana ed era dotato di cunette per permettere il deflusso delle acque piovane. Il tempio era costituito da un podio lungo circa ventinove metri e largo circa quindici, realizzato in cemento e lava: un muro in basalto fungeva probabilmente da parete esterna della cella; secondo alcuni studi era possibile la presenza di un altro podio, unito poi a quello esistente tramite una colata di cemento. Tutto il tempio era decorato in marmo, di cui rimangono pochissime tracce, ovvero i resti di un architrave, colonne e un frontone; anche della pavimentazione restano pochi residui, trafugata per il suo alto valore già dopo il terremoto del 62: era realizzato da una striscia esterna in tassellato bianco, una parte mediana in marmo colorato ed un'ampia zona centrale completamente distrutta. Altri resti sono un altare in travertino, due piedistalli utilizzati come base d'appoggio per statue equestri e una scala che tramite un condotto sotterraneo conduceva ad alcune abitazioni poste su un pendio nei pressi del tempio.